# برايان دونينغ
برايان دونينغ (بالإنجليزية: Brian Dunning)‏ هو كاتب أمريكي، ولد في 1965 في سانتا مونيكا في الولايات المتحدة.

## وصلات خارجية
- الموقع الرسمي
- برايان دونينغ على موقع IMDb (الإنجليزية)
- برايان دونينغ على موقع قاعدة بيانات الفيلم (الإنجليزية)